# Limnothalassa Antinioti Kai Potamos Fonissas (Kerkyra)
Limnothalassa Antinioti Kai Potamos Fonissas (Kerkyra) este o arie protejată (sit de importanță comunitară — SCI) din Grecia întinsă pe o suprafață de 80,73 ha, integral pe uscat.

## Localizare
Centrul sitului Limnothalassa Antinioti Kai Potamos Fonissas (Kerkyra) este situat la coordonatele 39°45′55″N 19°43′20″E / 39.765221°N 19.722289°E.

## Înființare
Situl Limnothalassa Antinioti Kai Potamos Fonissas (Kerkyra) a fost declarat arie specială de conservare în baza directivei 92/43 din 1992 referitoare la conservarea habitatelor naturale și a faunei și florei sălbatice pentru a proteja 2 specii de animale.

## Biodiversitate
Situată în ecoregiunea mediteraneană, aria protejată nu include niciun habitat protejat.
La baza desemnării sitului se află mai multe specii protejate de  pești (2): Aphanius fasciatus, Pelasgus thesproticus.